# Asociația Macedonenilor din România
Asociația Macedonenilor din România (acronim AMR) (în macedoneană Друштвото на Македонците од Романија, transliterat: Društvoto na Makedoncite od Romanija, acronim DMR) este un partid politic al minorităților etnice din România care reprezintă comunitatea macedoneană.

## Istorie
Partidul a fost creat în anul 2000. La alegerile generale din anul 2000, partidul a primit 8.809 de voturi (0,08%), câștigând un loc în Camera Deputaților în temeiul legii electorale care permitea partidelor politice care reprezentau grupuri etnice minoritare să fie exceptate de la pragul electoral atât timp cât primeau 10% din voturile necesare pentru un loc în Camera Deputaților. Partidul a câștigat de atunci câte un loc în Camera Deputaților la fiecare alegeri parlamentare.

## Istoric electoral
| Alegeri | Camera Deputaților | Camera Deputaților | Camera Deputaților | Camera Deputaților     | Senat  | Senat | Senat  |
| Alegeri | Voturi             | %                  | Locuri             | Deputați aleși         | Voturi | %     | Locuri |
| ------- | ------------------ | ------------------ | ------------------ | ---------------------- | ------ | ----- | ------ |
| 2000    | 8.809              | 0,08               | 1                  | Vasile Ioan Savu       | –      | –     | –      |
| 2004    | 9.750              | 0,1                | 1                  | Liana Dumitrescu       | –      | –     | –      |
| 2008    | 11.814             | 0,2                | 1                  | Liana Dumitrescu       | –      | –     | –      |
| 2012    | 12.212             | 0,16               | 1                  | Ionel Stancu           | –      | –     | –      |
| 2016    | 5.513              | 0,08               | 1                  | Mariana Venera Popescu | –      | –     | –      |
| 2020    | 7.144              | 0,12               | 1                  | Ionel Stancu           | –      | –     | –      |
| 2024    | 13.800             | 0,15               | 1                  | Ionel Stancu           | –      | –     | –      |